# Кванго (провінція)
Кванго (фр. Kwango) — провінція Демократичної Республіки Конго, розташована на заході країни.

## Географія
До конституційної реформи 2005 року Кванго була частиною колишньої провінції Бандунду. Адміністративний центр — місто Кенге. Провінція розташована на північний захід від річки Кванго.
Населення провінції — 1 994 036 чоловік (2005).

## Території
- Феши[en]
- Кахемба[en]
- Касанго-Лунда[en]
- Кенге
- Попокабака[en]